# Йюлленхоль, Леонард
Леонард Йюлленхоль (швед. Leonard Gyllenhaal; 1752—1840) — шведский офицер и энтомолог. Почётный член Энтомологического общества Франции, академик Шведской Академии наук в Упсале (1809), Рыцарь шведского Ордена Васы, открыл и описал многие новые виды жуков.

## Биография
Родился 3 декабря 1752 года в Риббингсберге, лен Эльвсборг (ныне в лене Вестра-Гёталанд), Швеция, в семье армейского офицера (отец — Hans Reinhold Gyllenhaal, мать — Anna Catharina Wahlfelt). Учился в школе города Skara (Skara trivialskola, 1759-68) вместе с будущим поэтом Юханом Хенриком Чельгреном, натуралистом Андерсом Далем, братьями ботаником Адамом Афцелиусом и Юханом Афцелиусом. Как некоторые из его друзей, он в 1769 году отправился в Уппсальский университет учиться ботанике и энтомологии под руководством Карла Линнея и Карла Петера Тунберга. Однако он пробыл в Уппсале только один семестр, прежде чем перейти на военную карьеру в соответствии с желаниями и традициями семьи. В итоге Йюлленхоль оказался в кавалерийском полку Adelsfanan. В 1773 году он стал драбантом, в 1777 — лейтенантом. в 1789 — капитаном. 4 января 1788 года в Сюннербю (лен Скараборг) он женился на Анне Торесторп (Anna Herd af Torestorp). Тем не менее, он продолжал вести обширную переписку с Линнеем и продолжал работать как любитель-натуралист. Йюлленхоль оставался в военной службе до 1799 года, когда он вышел в отставку в звании майора. После чего главным делом его жизни стала энтомология. После его смерти вся его обширная коллекция насекомых (400 ящиков) была передана Шведской Академии наук в Уппсале, которая в 1809 году избрала его своим членом, а в 1828 году наградила его своей Золотой медалью за его труд «Insecta Suecica». Он был избран Почётным членом Энтомологического общества Франции и стал Рыцарем шведского Ордена Васы.
Его потомки в американской ветви семьи (в США в своё время эмигрировал внук Anders Leonard; 1842—1905) представлены братом и сестрой известными актерами Джейком Джилленхолом и Мэгги Джилленхол. Их трудно произносимую шведскую фамилию (Йюлленхоль, Йилленхол, Йилленхэйл или Гилленхаал) сейчас произносят на американский манер Джилленхаал или Джилленхол.

## Труды
- «Nova acta regiae societatis scientiarum Upsaliensis» (1799)
- «Insecta suecica, Coleoptera» (del I—III, 1808-13; del. IV, 1827)